# Рудливо
Рудливо (укр. Рудливе) — село в Бокиймовской сельской общине Дубенского района Ровненской области Украины.
До 2020 года входило в Млиновский район.
Население по переписи 2001 года составляло 123 человека. Почтовый индекс — 35135. Телефонный код — 3659. Код КОАТУУ — 5623881603.